# Тестване на мобилно устройство
Тестване на мобилно устройство включва тестване на функциите на мобилни устройства за осигуряване на качеството на мобилните устройства, като мобилни телефони и др. То се провежда както на хардуер, така и на софтуер, а от гледна точка на различни процедури тестването включва research and experiemental tests тестване, фабрично тестване и софтуерно тестване. Той включва набор от дейности от мониторинг и отстраняване на проблеми с мобилни приложения, съдържание и услуги на реални телефони. Тя включва проверка и валидиране на хардуерни устройства и софтуерни приложения. Тестът трябва да се проведе с множество версии на операционната система, хардуерни конфигурации, типове устройства, мрежови възможности, с различни слоеве интерфейс спрямо производителя и доставчик на хардуер.